# Comté de Nance
Le comté de Nance est un comté de l'État du Nebraska, aux États-Unis. son siège est la ville de Fullerton.